# 長島美國藝術、歷史與馬車博物館
長島美國藝術、歷史與馬車博物館，通常稱作長島博物館（英語：Long Island Museum(LIM)）是位於美國紐約州石溪的一座博物館，佔地九英畝。該博物館致力於通過保存和展示其豐富的藝術品，歷史文物和馬車來為長島社區服務。 它提供健全的教育和公共計劃服務，並與其他各種藝術和文化組織開展合作。

## 立館使命
長島美國藝術、歷史與馬車博物館的使命是通過對長島及其多樣化社區的遺產所展現的美國藝術，歷史和馬車的和文化價值來激發各個年齡段的人們。 該博物館自1973年以來就獲得了美國博物館聯盟（AAM）的認可，以表彰其在展覽，活動和收藏護理方面的卓越成就。 2006年，該博物館成為了史密森尼聯盟會員。

## 歷史沿革
長島博物館由當地慈善家沃德·梅爾維爾（Ward Melville）於1939年建立，最初名為作為薩福克博物館（Suffolk Museum）。
1948年，沃德·梅爾維爾購買了石溪酒店（Stony Brook Hotel）及其周邊產業。 這使得擴大博物館及其收藏品的以及將石溪改造成一個更具歷史感的村莊的目標提上日程。
1951年7月7日，長島博物館馬車廳對公眾開放。
1973年5月，在獲得美國博物館聯盟（American Alliance of Museums）的認可後，董事會批准了博物館的新名稱。 石溪博物館（The Museums at Stony Brook）被採用，該博物館已被其三個獨特的收藏品––藝術，歷史和馬車所認可。
2000年，石溪博物館正式更名為長島美國藝術、歷史與馬車博物館（Long Island Museum of American Art, History, and Carriages）。

## 藏品
長島博物館的目的是通過展覽、研究和出版其藏品，以獲得經濟和社會效益。
長島博物館收集了50,000多種文物，分為三類––藝術和檔案，歷史和運輸。